# Une saison avec les loups
Une saison avec les loups est un roman écrit par Catherine Missonnier et illustré par Philippe Munch, publié en France aux éditions Folio Junior en 2002.

## Résumé
Clément vit en Vésubie avec sa mère qui observe et étudie les loups.
Lorsqu'elle disparaît, victime d'un accident, Clément décide de protéger et de sauver une louve qui a mis bas à quatre louveteaux que lui et sa mère avaient découverts ensemble. Car les bergers veulent détruire l'espèce des loups car ils tuent leurs troupeaux. Enfin, Clément veut prouver qu'aujourd'hui encore, chacun à une place dans la montagne, et il veut redonner un sens à sa vie...

## Personnages
- Clément, un garçon d'environ 10 ans ; il ne connaît pas son père et il perd sa mère après un accident de voiture.
- La mère de Clément, Agnès, biologiste, étudie avec passion le comportement des loups mais un jour a un accident de voiture et meurt.
- Le beau-père de Clément, Jean-François, est éleveur de brebis, il n'aime pas les loups et Clément le déteste.

## Commentaires
" C'est un roman d'une grande sensibilité qui traite avec pudeur du thème de l'absence et nous entraîne à la découverte d'une nature encore sauvage, en plein cœur des montagnes de France. " (quatrième de couverture de l'édition Folio Junior)

## Éditions
Édition petit format : Folio Junior, 2002,  (ISBN 978-2-07-055188-0).